# Scarabaeus multidentatus
Scarabaeus multidentatus là một loài bọ cánh cứng trong họ Bọ hung (Scarabaeidae).